# Musée national des Douanes
Le Musée national des douanes est un musée d'art et d'histoire inauguré en 1984 dans l'enceinte de l’hôtel des Douanes de Bordeaux.
Il présente l’histoire de l’administration des Douanes — l’une des plus anciennes en France —, de l’époque moderne à nos jours, et à travers elle une partie de l'Histoire de France. C'est l'un des seuls musées du genre en France.
Le 4 décembre 2023, le musée a fermé pour travaux. La réouverture est prévue pour l’automne 2024 et est effective en mai 2025.

## Histoire et architecture
Le musée est situé dans la halle de dédouanement de l'ancien hôtel des Fermes du Roi qui borde la place de la Bourse. Ce bâtiment fut construit entre 1735 et 1738 spécifiquement pour accueillir la Ferme Générale, compagnie privée, ancêtre de la douane sous l’Ancien Régime, qui prélevait pour le compte du roi les droits et taxes sur les marchandises. Le bâtiment abrite encore aujourd'hui la Direction interrégionale des Douanes de Nouvelle-Aquitaine ; il est classé monument historique pour ses façades, sa cour et les boiseries d'un ancien salon.
La façade dessinée par Jacques Gabriel est de style classique. Les frontons, représentant Mercure favorisant le Commerce de la Garonne (côté quai de la Douane) et Minerve protégeant les Arts (côté place) ont été réalisés par le décorateur flamand Jacques Verberckt, qui a également conçu la fontaine dite « à congélations », du fait de ses motifs décoratifs, adossée au mur de la cour intérieure. Le bâtiment s'organise autour d'une cour rectangulaire qui recevait les marchandises avant et après le dédouanement, opéré dans la grande halle qui accueille aujourd'hui les collections du musée.

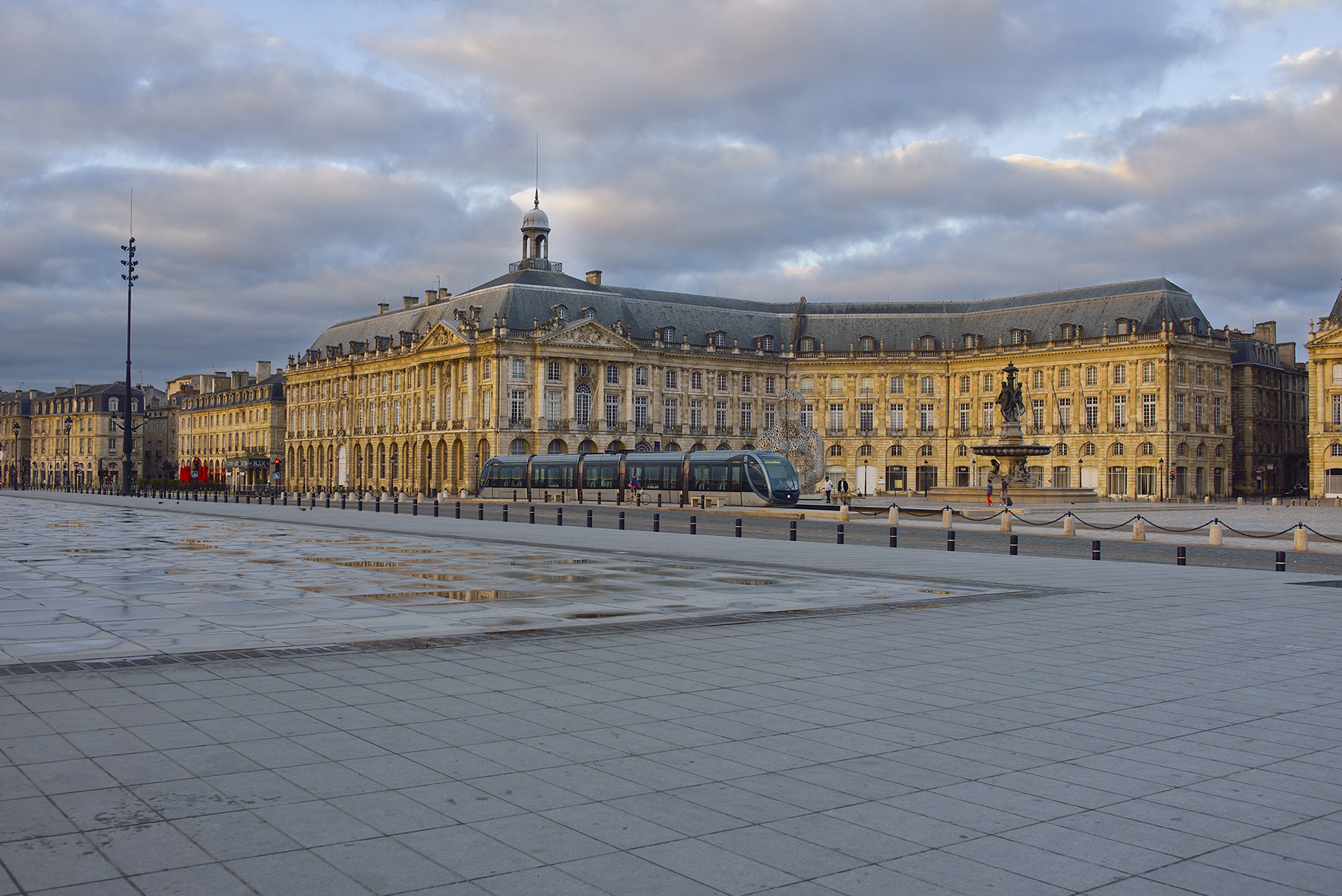
L'hôtel des Douanes à Bordeaux, vue d'ensemble depuis la place de la Bourse.

## Collections historiques du musée
Le musée conserve aujourd’hui près de 13 500 objets divers :
- des armes, mobilier, uniformes, instruments de musique, cartes, maquettes, outils rares et anciens, machines à calculer (arithmomètre…), pour illustrer l'évolution du matériel et de l'organisation de cette administration ;
- des œuvres d'art et objets dérivés dont les sujets sont en lien avec l'activité douanière : des sculptures, des peintures dont un tableau de Ben, un tableau impressionniste de Claude Monet, Cabane des douaniers, effet d’après-midi ;
- des saisies douanières (ivoires, contrefaçons…), objets de contrebande (par exemple le bidon anatomique, gourde métallique incurvée que les contrebandiers plaçaient sur leur ventre, par-dessous leurs vêtements, pour transporter de l'alcool), biens culturels, etc.

### Objets des collections
- Un œuf d’æpyornis maximus, oiseau de Madagascar de plus de trois mètres de haut, disparu au XVIIIe siècle provenant d’une saisie douanière des services du Havre au titre de la convention internationale de l’UNESCO contre le trafic des biens culturels.
- Troupeau descendant des montagnes, tableau de 1868 du peintre Félix Brissot de Warville représentant la frontière pyrénéenne et le bureau des douanes de Laruns (Pyrénées-Atlantiques).
- Maquette de l'Aurore, navire négrier construit en 1784 à Rochefort, d’une capacité de 280 tonneaux et 650 captifs, plus 45 membres d’équipage. La maquette a été élaborée à partir de documents des archives départementales[4] et sert de support à une mallette pédagogique concernant le commerce colonial.
- Balance commerciale de la France en 1789, document en deux tableaux, présentant d'une part les recettes et dépenses de la France en 1789, parmi lesquelles on peut voir les Primes et encouragement pour la traite des noirs qui s’élevaient à 2 400 000 livres (soit 24 millions d’euros annuels[5]). Le second tableau est un inventaire, qui détaille notamment les populations dans les colonies, en distinguant les blancs et les esclaves[6].

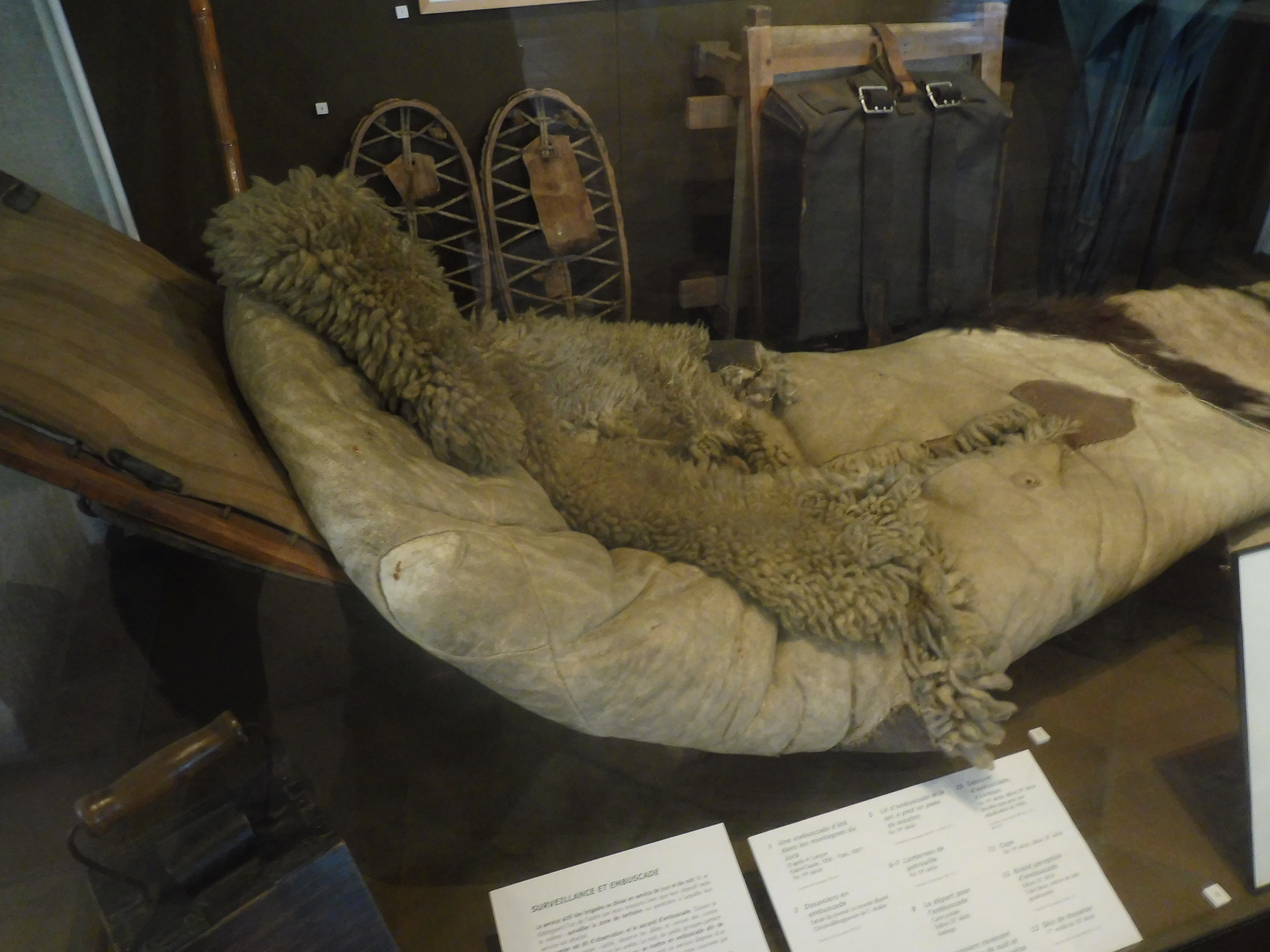
Lit d'embuscade avec duvet.
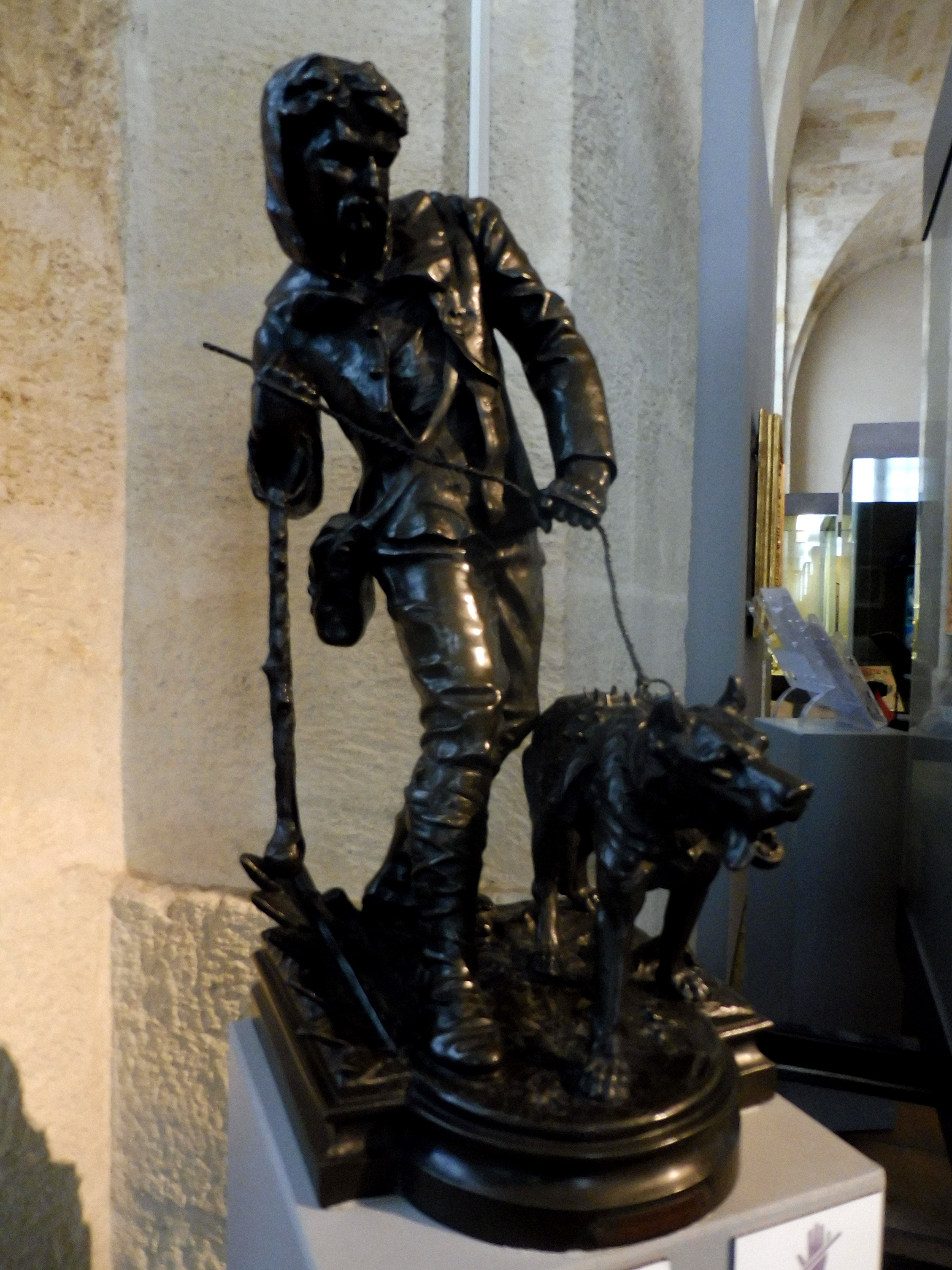
Joseph Carlier, Le Contrebandier et son chien, bronze.
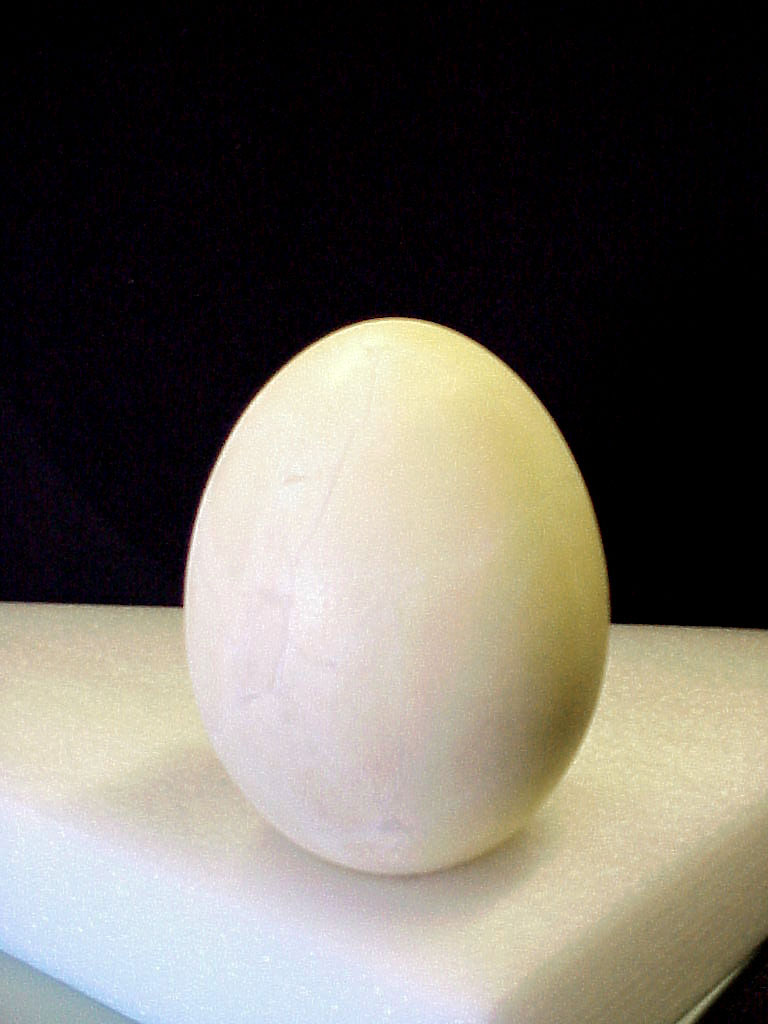
Œuf d’æpyornis maximus.
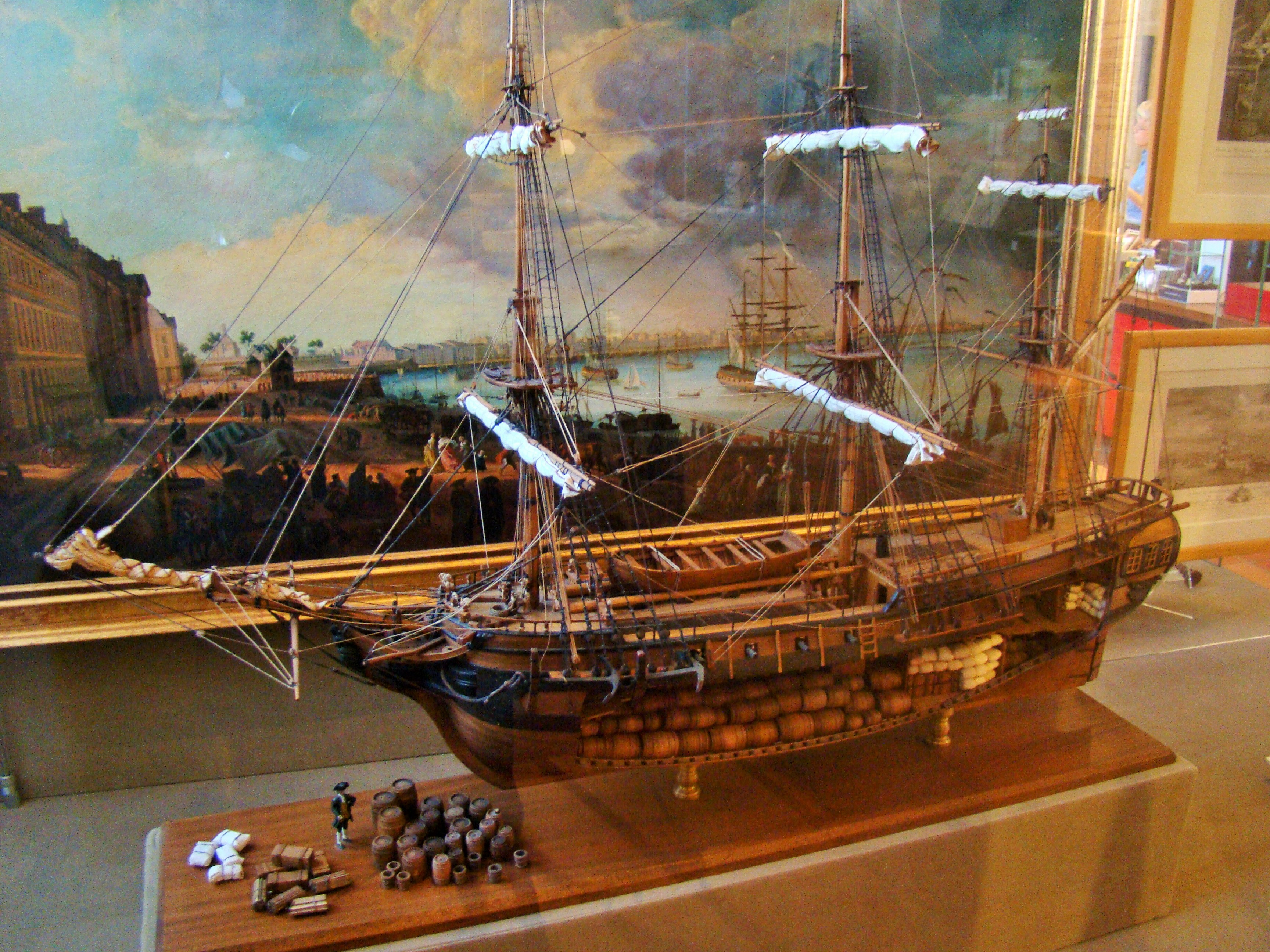
Maquette du navire négrier l’Aurore.
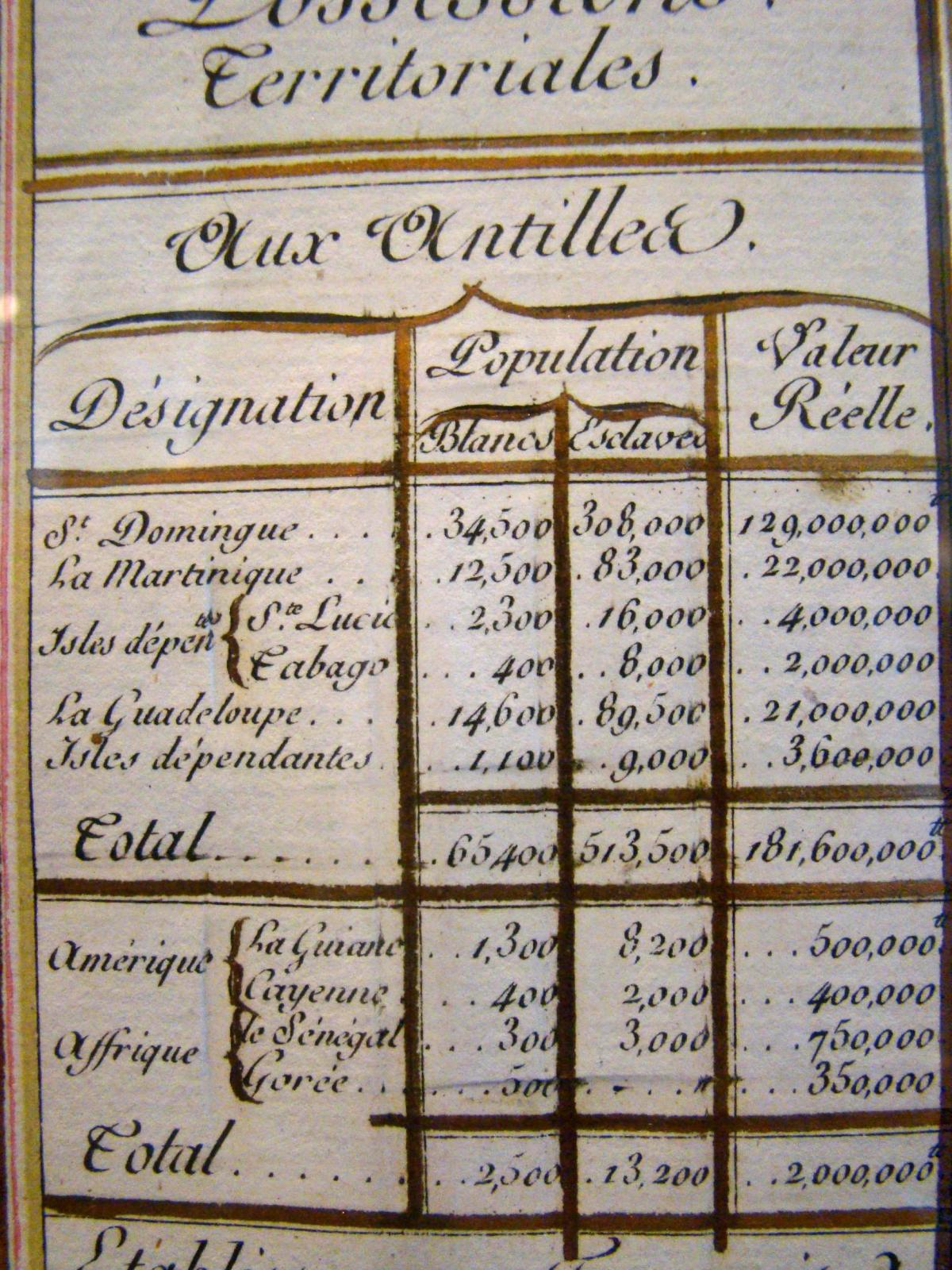
Relevé de la population dans les colonies françaises en 1789.
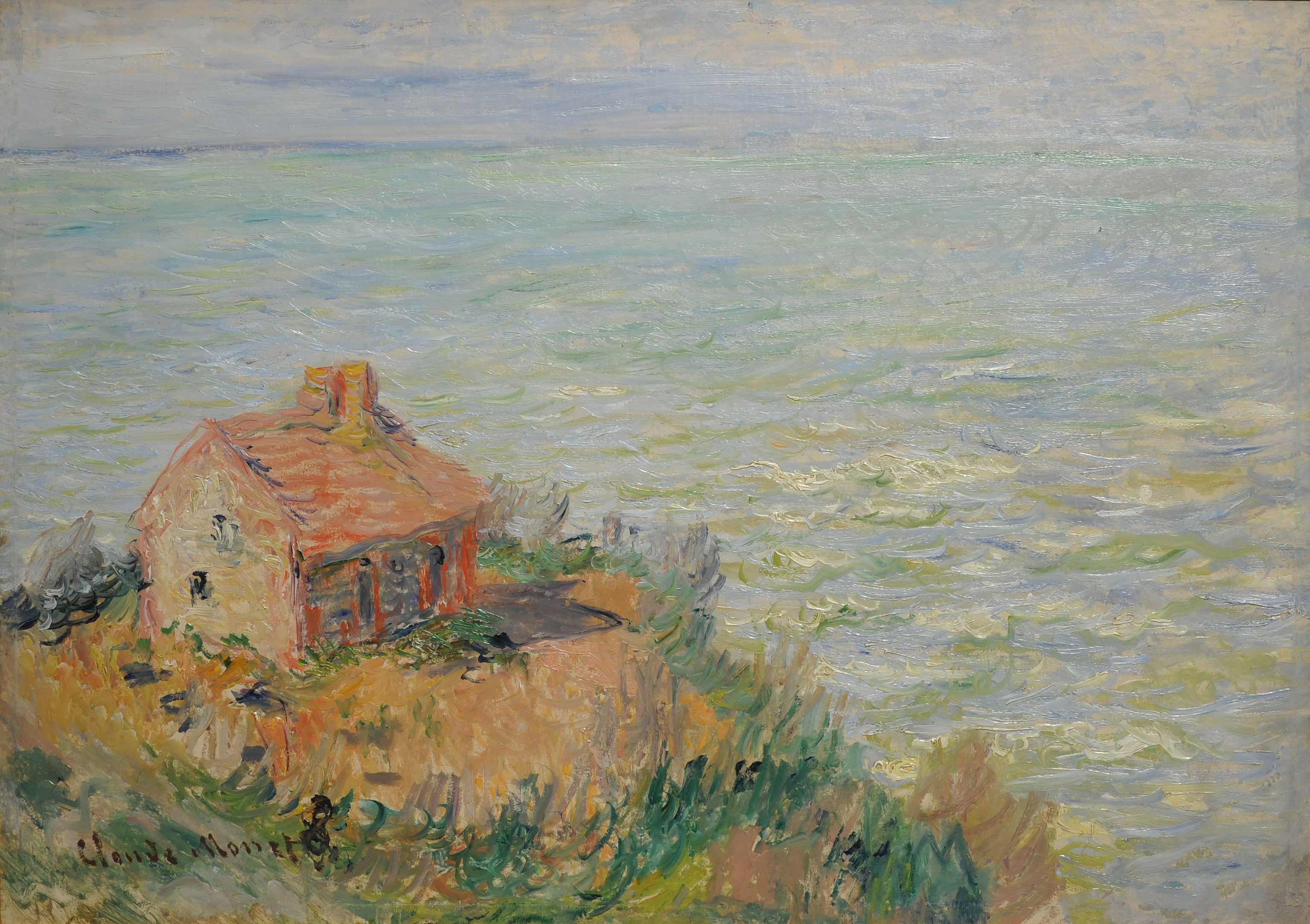
Claude Monet, Cabane des douaniers (1882).

## Centre de documentation historique du Musée national des douanes
Créé en 1984, le centre de documentation conserve des ouvrages relatifs aux douanes, des séries de périodiques, ainsi qu’une collection de documents d’archives du XVIIIe au XXe siècle concernant le personnel des douanes, ainsi que la législation et l’organisation de l’administration des douanes : sommiers (registres) du personnel, registres d’ordre, registres d’événements. Il abrite aussi un fonds ancien constitué des tarifs des douanes, des codes des douanes, des jurisprudences et réglementations douanières et divers ouvrages sur l’histoire des douanes.
Ce fonds ne regroupe pas l’intégralité des archives douanières, mais une sélection de documents à caractère exceptionnel. Il est enrichi régulièrement par des versements des directions des douanes ainsi que par des dons de particuliers. Les archives des directions régionales ont toutefois vocation à être versées aux Archives départementales du chef-lieu.
La bibliothèque dispose également d'un fonds contemporain composé de publications universitaires, catalogues de musée, ouvrages sur le négoce…
La médiathèque comporte :
- une photothèque de plus de 25 000 photographies argentiques et numériques, en particulier un fonds « Bâtiments douaniers » (1932-1998) représentant postes frontaliers, directions régionales, casernes, gares, ports, aéroports, et un fonds « Histoire de la douane » ;
- un fonds de vidéos sur le thème de la douane (fonctionnement, saisies…).